# 로웰 셔먼

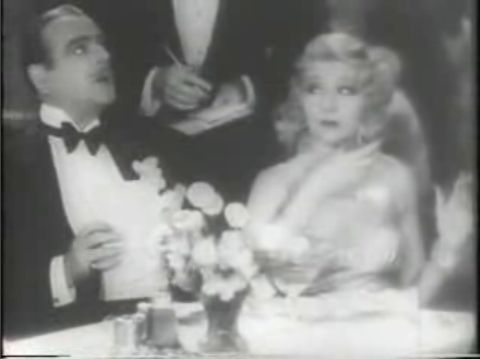

로웰 셔먼(Lowell Sherman, 1885년 10월 11일 ~ 1934년 12월 28일)은 미국의 영화 감독, 배우, 연극 배우, 영화배우, 영화 프로듀서이다.
샌프란시스코에서 태어났으며 할리우드에서 사망하였다. 사인은 폐렴이다. 포리스트 론 메모리얼 파크에 매장되었다.

## 영화
- 다이아몬드 릴 (1933년)
- 아침의 영광 (1933년)
- 왓 프라이스 할리우드? (1932년)
- 매미 (1930년)
- 이브의 정원 (1928년)
- Monsieur Beaucaire (1924년)
- 동부 저 멀리 (1920년)